# Sabrina Amali
Sabrina Amali (* 1992 in Basel) ist eine Schweizer Schauspielerin, die in ihren ersten Filmen als Sabrina Meier auftrat.

## Laufbahn
Amali ist die Tochter einer Marokkanerin und eines Schweizers. Sie arbeitete während ihrer Schulzeit an Jugendtheaterprojekten und wirkte 2008 in der Reality-TV-Miniserie Euro-WG mit. In den Jahren 2012 und 2013 spielte sie in den Filmen Das Missen Massaker und Achtung, fertig, WK! Bis dahin trat sie unter dem Namen Sabrina Meier auf.
Zwischen 2013 und 2016 besuchte sie die Schauspielschule Charlottenburg in Berlin. Nach erfolgreichem Abschluss bekleidete sie Rollen am Salzburger Landestheater, bevor sie zum Film zurückkehrte. Sie wirkte in dem Fernsehfilm Brüder und den Krimiserien SOKO Wismar: Luftbild und Tatort: Alles was Sie sagen mit.
Amali wuchs zweisprachig, Arabisch und Deutsch/Schweizerdeutsch, auf und spricht außerdem Französisch und Englisch. Ihr Hauptwohnsitz ist in Basel.
Einem größeren Publikum in Deutschland wurde sie 2024 als Die Notärztin in der gleichnamigen ARD-Fernsehserie bekannt. Als Dr. Nina Haddad sorgt sie sich nicht nur um medizinische Probleme ihrer Patienten und Patientinnen, sondern bietet auch bei alltäglichen Herausforderungen und zwischenmenschlichen Schwierigkeiten Hilfe an. Nachdem sie als Shari Rahmani  in Ein Zimmer für Papa die Mutter von Leila gespielt hat, die nach einem One-Night-Stand mit Vater Jonas Berger geboren wurde, ermittelt sie als Maja Kaminski in der zweiten Staffel der Fernsehserie Die Toten von Marnow.

## Theater
- 2016–2017: Die Ilias, Salzburger Landestheater, Salzburg
- 2017: Die Farm der Tiere, Salzburger Landestheater, Salzburg
- 2018: Der Lehrer und der Derwisch, Ballhaus Naunynstraße, Berlin
- 2018: The Who and the What, Vaganten Bühne, Berlin[6][7]

## Filmografie
- 2004: Das Paar im Khan (Fernsehfilm)
- 2012: Das Missen Massaker
- 2013: Achtung, fertig, WK!
- 2017: Brüder (Fernsehfilm)
- 2017: SOKO Wismar – Luftbild (Fernsehreihe)
- 2017: Alma & Sombra (Fernsehfilm)
- 2018: Tatort: Alles was Sie sagen
- 2018: Der Kriminalist – Gefährliche Liebschaft (Fernsehserie)
- 2018–2019: 4 Blocks (Fernsehserie)
- 2018: Gegen die Angst (Fernsehfilm)
- 2018: SOKO Leipzig – Ranya (Fernsehserie)
- 2019: Das Institut – Oase des Scheiterns (Fernsehserie)
- 2019: Julia muss sterben (Fernsehfilm)[7][1]
- 2019: Gegen die Angst
- 2019: Crescendo (Fernsehfilm)
- 2020: Spurlos in Marseille (Fernsehfilm)
- 2021: Neben der Spur – Schließe deine Augen (Fernsehreihe)
- 2021: Tatort: Rettung so nah
- 2021: Hannes
- 2021: SOKO Köln: Alphatiere (Fernsehserie)
- 2021: In Wahrheit: In einem anderen Leben
- 2021: Der Beschützer (Fernsehfilm)
- 2021: Alles auf Rot
- 2022: Broll + Baroni – Für immer tot (Fernsehfilm)
- 2022: Harter Brocken: Das Überlebenstraining (Fernsehreihe)
- 2023: Himmel, Herrgott, Sakrament (Fernsehserie)
- 2023: Der Millionen Raub
- 2024: Der gute Bulle – Heaven can wait (Fernsehreihe)
- 2024: Die Notärztin (Fernsehserie)
- 2024: Ein Zimmer für Papa (Fernsehfilm)
- 2024: Finsteres Herz – Die Toten von Marnow 2 (Fernsehserie)
- 2025: Maloney – Killerinstinkt (Fernsehserie)